# Guerra tra Genova, Bisanzio e Venezia
La guerra tra Genova e Venezia combattuta tra il 1293 e il 1299 fu uno scontro armato tra la Repubblica di Venezia e la Repubblica di Genova nel corso delle guerre veneziano-genovesi per il controllo del commercio orientale, proseguito poi, dopo la pace tra le due repubbliche marinare, fino al 1302 tra Venezia e l'Impero bizantino.

## Preludio
Venezia e Genova si erano già duramente affrontate nella Guerra di San Saba del 1255-1270, in cui la Serenissima, affermatasi con la Quarta crociata del 1204 come potenza dominante del Mediterraneo orientale, aveva ristabilito la propria supremazia sull'emergente Genova, senza però riuscire a scacciarla dalle ricche rotte levantine.
Dopo il fruttuoso trattato di Ninfeo del 13 marzo 1261 e la riconquista bizantina di Costantinopoli del 25 luglio dello stesso anno, Genova aveva finalmente visto schiudersi le porte del Mar Nero e del rinato Impero d'Oriente. Forte del possesso delle nuove colonie di Pera e di Caffa e dell'alleanza con Bisanzio, la repubblica ligure tentò dunque a sua volta di escludere la rivale Venezia dai commerci orientali. Venezia aveva reagito stringendo alleanza con la Repubblica di Pisa, ma, dopo la sconfitta di quest'ultima nella battaglia della Meloria del 6 agosto 1284, era rimasta sola a fronteggiare La Superba.
Con la caduta nel 1291 dell'ultimo lembo dell'Outremer cristiano, San Giovanni d'Acri, e la conseguente temporanea chiusura dei mercati siriani alle navi europee, le rotte di Costantinopoli e del Mar Nero, ora controllate dai Genovesi, divennero capitali per Venezia e per il suo commercio. La tensione crebbe rapidamente e, nel 1293, i Veneziani tentarono per ritorsione di bloccare una muda genovese al largo di Corone, perdendo però quattro galere. Era il preludio alla guerra.

## Il conflitto

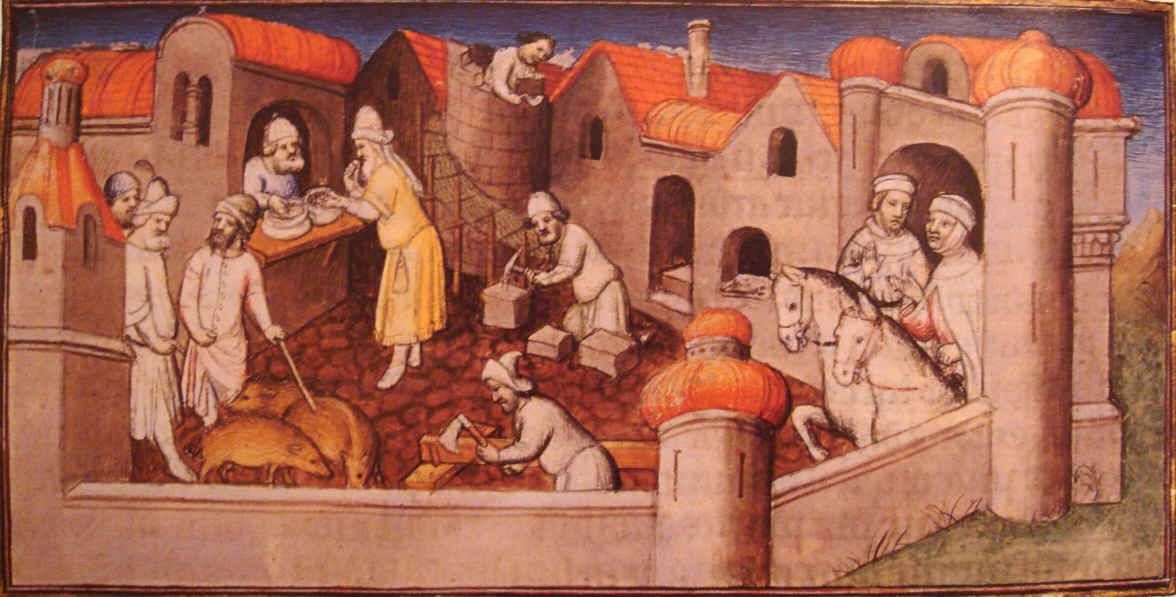
Miniatura raffigurante l'emporio di Laiazzo attorno all'epoca dello scontro tra Genovesi e Veneziani.

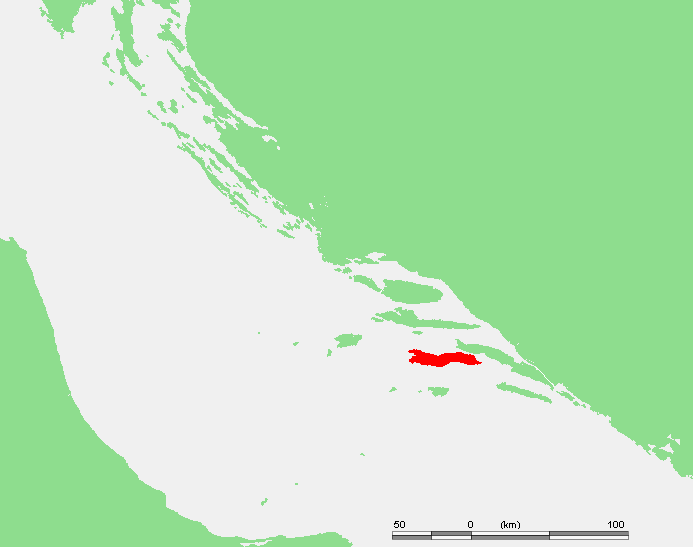
L'isola di Curzola dove si combatté il principale scontro del conflitto.

### L'inizio e l'intervento bizantino
Il 7 ottobre 1293 una flotta veneziana di sessantotto galee salpò dal porto del Lido sotto lo sguardo del Doge Pietro Gradenigo. Dopo una serie di scontri minori, le due flotte si fronteggiarono il 28 maggio 1294 nella battaglia di Laiazzo, dove i Veneziani furono duramente sconfitti, perdendo venticinque navi.
Nonostante la sconfitta, la Serenissima apprestò una nuova flotta di sessanta galee, affidandola nel 1295 al comando di Matteo Querini e di Nicolò Barbaro, preparandosi ad un nuovo scontro, nonostante il tentativo di papa Bonifacio VIII di ristabilire la pace. La battaglia fu sfiorata al largo delle coste della Sicilia, ma le due armate fecero rotta verso le rispettive città. Poco dopo i Genovesi misero al sacco La Canea, a Creta, e distrussero la muda veneziana di Siria al largo di Modone, subito incalzati dai Veneziani, che misero a ferro e fuoco Caffa, nel Mar Nero. A Costantinopoli, poi, i coloni genovesi assalirono il quartiere veneziano, facendo una strage dei cittadini veneti presenti. L'imperatore Andronico II Paleologo mostrò immediatamente il proprio sostegno agli alleati liguri, facendo prigionieri i Veneziani superstiti e lo stesso bailo Marco Bembo.

### Allargamento del conflitto e vittoria genovese
Venezia minacciò la guerra a Bisanzio, pretendendo riparazione per l'affronto subito: puntualmente, nel 1296, la flotta veneta, al comando di Ruggero Morosini, forzò il Bosforo, affondando venti navi nemiche, conquistò Focea e mise a ferro e fuoco tutta la costa tra Pera e Costantinopoli, distruggendo la colonia genovese di Galata e gettando le ancore davanti al Corno d'Oro, proprio di fronte alla residenza imperiale del Palazzo delle Blacherne. Il basileus bizantino preferì a quel punto allontanare la minaccia pagando un ingente tributo di guerra, che il Morosini riportò prontamente a Venezia.
Il 1297 trascorse tra scontri minori nelle acque siciliane e cipriote, mentre a Venezia la Serrata del Maggior Consiglio stabilizzava il nuovo ordine costituzionale di governo aristocratico retto dalla classe dei patrizi-mercanti. Lo scontro decisivo del conflitto si combatté l'8 settembre 1298, con la battaglia di Curzola, quando i Genovesi di Lamba Doria distrussero la flotta veneziana di Andrea Dandolo: di 95 galee solo 11 tornarono in laguna, lasciando al nemico anche un'enorme numero di prigionieri, tra cui figurava anche Marco Polo - che durante la prigionia scrisse Il Milione. Approfittando della grave disfatta della Serenissima, a Costantinopoli i cittadini veneziani vennero nuovamente abbandonati dall'imperatore al massacro dei Genovesi.
Venezia, pronta a rispondere alla sconfitta, iniziò ad apprestare una nuova flotta, allestendo altre cento galee e ricorrendo perfino al soldo di balestrieri catalani per riempire le file dell'armata. Nel crescere delle provocazioni reciproche, dieci navi genovesi si presentarono davanti al porto di Malamocco, a Venezia, mentre le tre galee di Domenico Schiavo penetravano nel porto di Genova.
Di fronte al rapido degenerare della situazione che danneggiava i reciproci commerci e minacciava la sopravvivenza delle colonie orientali, però, le due Repubbliche accettarono infine la proposta di pace avanzata da Matteo Visconti, nuovo Signore di Milano: il trattato venne firmato il 25 maggio 1299.

### Il proseguimento della guerra con l'impero

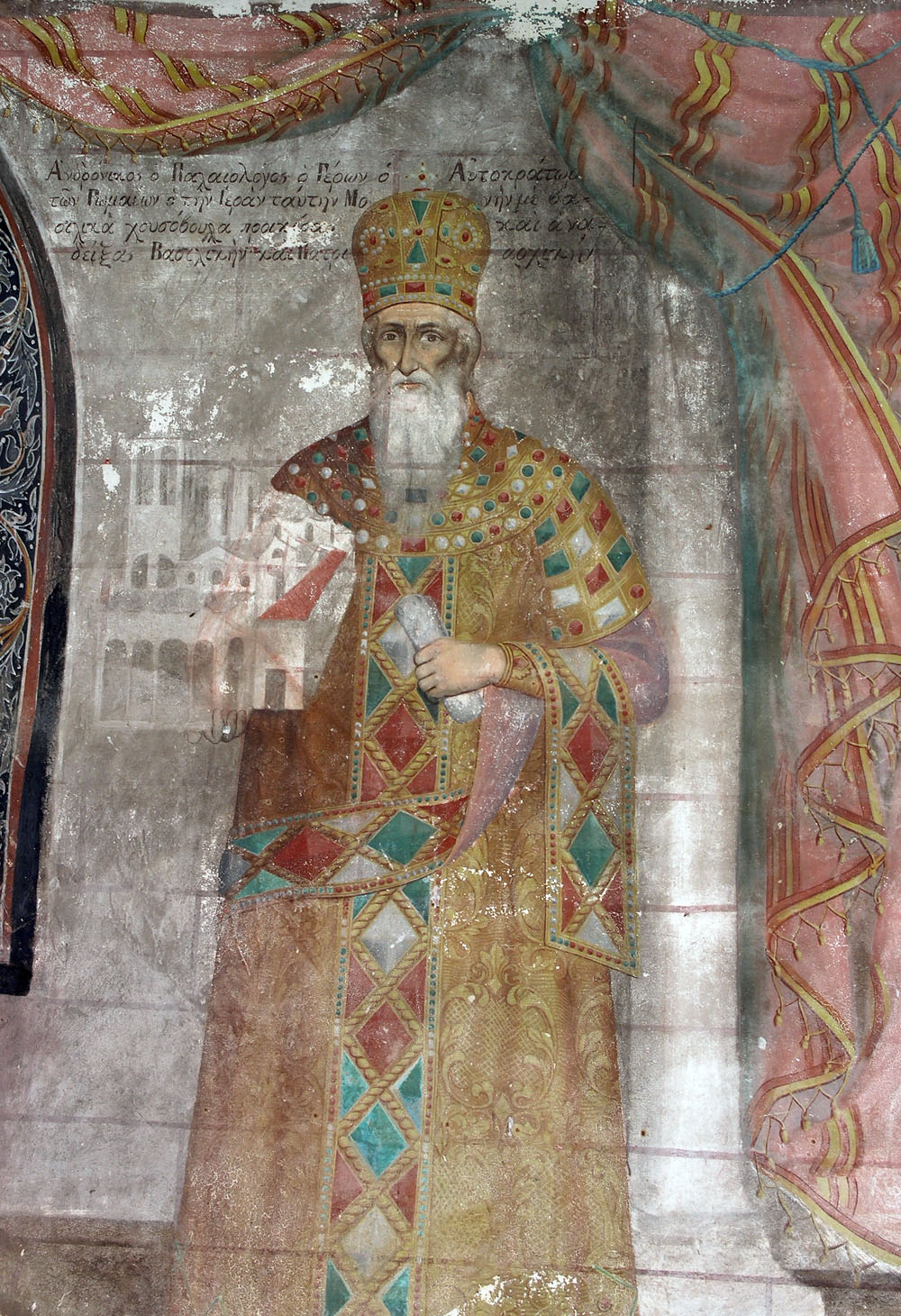
Il basileus bizantino Andronico II Paleologo.

L'improvvisa pace lasciò solo l'imperatore Andronico a fronteggiare il desiderio di vendetta di Venezia.
Belletto Giustinian si presentò con ventotto galee sotto le mura di Costantinopoli, devastandone i sobborghi e facendo punire con la frusta, sotto gli occhi di quanti si affollavano sulle mura, tutti i greci che avevano la sfortuna di cadere nelle sue mani. Contemporaneamente Domenico Selvo catturava a Chio una nave imperiale, conducendola prigioniera a Negroponte, mentre nelle Cicladi e nel Dodecanneso venivano occupate Amorgo, Santorini, Ceo e altre isole. Davanti alla devastazione delle coste, Andronico Paleologo si piegò il 4 ottobre 1302, accettando di rifondere i Veneziani dei frutti del saccheggio perpetrato ai danni del loro quartiere di Costantinopoli.

## Epilogo
Dopo il conflitto Genova e Venezia si impegnarono a non interferire più nei rispettivi commerci, arrivando a precludersi a vicenda l'accesso al mar Tirreno e al mare Adriatico, oltre ad impegnarsi a vincolare con giuramento i comandanti delle rispettive navi a non arrecare danno ai legni della concorrente. Si tratterà di una pace labile durata sostanzialmente tutto il secolo, nella quale non mancheranno periodiche fiammate di violenza, che sfoceranno infine nel 1379 con la Guerra di Chioggia